# Provitamin
Provitamine sind Vorstufen der Vitamine und müssen erst noch in diese umgewandelt werden, um für den Körper von Nutzen zu sein.

## Beispiele
- Das Provitamin A (α-, β- und γ-Carotin und β-Cryptoxanthin) als Vorstufe des Vitamin A (Retinol).[2][3] Dies gilt für die meisten Säugetiere. Die Katze ist dazu nicht befähigt. Sie benötigt ebenfalls Retinol, kann aber nicht β-Carotin in Retinol umwandeln (β-Carotin ist kein Provitamin für die Katze) und muss sich daher über den Verzehr von Leber mit Vitamin A versorgen.[4]
- Dexpanthenol kann zu Pantothensäure (Vitamin B5) umgewandelt werden.
- Das Provitamin D2 (Ergosterin) ist eine Vorstufe des Vitamin D2 (Ergocalciferol).
- Aus 7-Dehydrocholesterol entsteht in der Haut durch UVB-Strahlung das Provitamin D3. Das Provitamin D3 ist thermisch instabil und wird durch thermische Isomerisierung in Vitamin D3 (Cholecalciferol) umgewandelt.